# Нижнесалдинский дворец культуры
Городской Дворец культуры им. В. И. Ленина — центральный и единственный дом культуры и творчества города Нижней Салды. Является основным центром культурно-просветительной работы в городе. Здание, построенное в 1931 году, удачно расположено в самом центре города.
Салдинская сцена дала путевку таким деятелям культуры, как народный артист СССР Дмитрий Гнатюк — оперный певец; Евгений Родыгин — композитор, народный артист России; Павел Ефимов — заслуженный артист РСФСР.
Сейчас в городском Дворце культуры работает 33 коллектива, среди них трём присуждено звание «народный». Это народный театр (режиссёр Волгин М. А.), вокальный коллектив «Мелодия» (руководитель Здобнякова Н. М.), который получил звание «народный» в 2001 году, студия вокального пения «Экспресс» (руководитель Забегаева Л. А.). И эти звания подтверждаются по сей день.
Студия народного танца «Импульс» (руководитель Зорихина А. Д.) — неоднократный победитель районных и городских конкурсов — уже более 30 лет радует своих поклонников.
Студия современного танца «Инфинити» (руководитель Мамонтова Е. В.) — неоднократные победители и обладатели гранпри городских, областных и международных конкурсов